# Stefania Constantini
Stefania Constantini, född 15 april 1999 i Pieve di Cadore, är en italiensk curlingspelare som representerar det italienska landslaget.

## Biografi
Stefania Constantini har spelat curling sedan åtta års ålder. Hon medverkade i Ungdomsolympiaden 2016 där hon kom på femte plats i mixed dubbel och en nionde plats i lagtävlingen. Vid de olympiska vinterspelen 2022 tog hon tillsammans med  Amos Mosaner hem guldmedaljen i den mixade dubbelturneringen. Vid europamästerskapen i curling 2017 tog hon brons i lagtävlingen och vid europmästerskapen i curling 2023 tog hon silver i lagtävlingen.